# Nina Christen
Nina Christen (ur. 7 lutego 1994 w Stans) – szwajcarska strzelczyni sportowa, dwukrotna medalistka olimpijska.

## Życiorys
Urodziła się w 1994 roku w Stans. W 2016 roku po raz pierwszy wzięła udział w Letnich Igrzyskach Olimpijskich, gdzie w konkurencji strzelania z karabinu małokalibrowego z trzech postaw na 50 m zajęła 6. miejsce, a w konkurencji strzelania z karabinu pneumatycznego na 10 m zajęła 16. miejsce. W 2021 roku ponownie wzięła udział w Letnich Igrzyskach Olimpijskich 2020 , gdzie wystartowała w konkurencjach strzelania z karabinu pneumatycznego na 10 m (gdzie zajęła 3. miejsce) oraz strzelania z karabinu małokalibrowego w trzech postawach na 50 m (gdzie zajęła 1. miejsce).